# Guy Deplus
Guy Deplus (* 29. August 1924 in Vieux-Condé; † 14. Januar 2020 in Nogent-sur-Marne) war ein französischer klassischer Klarinettist und Musikpädagoge.

## Leben und Werk
Guy Deplus studierte von 1943 bis 1946 am Pariser Konservatorium bei Auguste Périer und P. Lefèvre Klarinette und bei Fernand Oubradous Kammermusik. Yvonne Desportes erteilte ihm privat Unterricht in Harmonielehre. Guy Deplus erhielt den ersten Preis im Fach Klarinette des Konservatoriums. Zusätzlich wurde er im Fach Kammermusik ausgezeichnet.
Guy Deplus gab 1946 sein Debütkonzert. 1947 wurde er Mitglied des Orchesters der Garde Républicaine. 1950 wechselte er in das Orchester der Concerts Colonne. 1953 wechselte er zum Ensemble der Domaine Musical. 1968 wurde er zum Solo-Klarinettisten der Pariser Oper ernannt. Guy Deplus war Mitglied der 1963 von Marius Constant ins Leben gerufenen Ensembles Ars Nova. 1965 gründete er das Ensemble Octuor de Paris.
Guy Deplus unterrichtete bei den Sommerkursen in Darmstadt (1958), in Denver (1974), an wichtigen japanischen Konservatorien (1975 und 1978) und an der Akademie von Albi (1977). 1978 wurde er am Konservatorium von Paris zum Professor ernannt, wo er 1972 und 1974 schon als Dozent in den Fächern Partiturstudium und Kammermusik wirkte.
Guy Deplus war für zahlreiche Uraufführungen verantwortlich wie beispielsweise das Concerto per il Marigny von Hans Werner Henze im Jahr 1956.
Guy Deplus starb am 14. Januar 2020 im Alter von 95 Jahren in Nogent-sur-Marne.